# 751 Faina
Faina (asteroide 751) é um asteroide da cintura principal com um diâmetro de 110,5 quilómetros, a 2,1596107 UA. Possui uma excentricidade de 0,153174 e um período orbital de 1 487,54 dias (4,07 anos).
Faina tem uma velocidade orbital média de 18,65099863 km/s e uma inclinação de 15,61479º.
Este asteroide foi descoberto em 28 de Abril de 1913 por Grigory Neujmin.